# Janet Todd (kickboxer)
Janet Todd (Hermosa Beach, California; 12 de diciembre de 1985), apodada como "J.T", es una peleadora de Muay Thai y kickboxer estadounidense. Es dos veces campeona panamericana de Muay Thai y entrena en Boxing Works. Actualmente, compite en ONE Championship, dónde es la actual campeona de Peso Átomo de Kickboxing de ONE Championship.
A partir de enero de 2022, Combat Press la clasifica como la novena mejor kickboxer libra por libra del mundo.

## Inicios
Todd nació en Hermosa Beach, California. A pesar de que nació en Estados Unidos, su lengua materna es el japonés, enseñado por su madre. Durante su juventud, Todd entrenó y compitió en gimnasia, posteriormente abandonó esta actividad debido a que quería un equilibrio con su vida personal.
Todd asistió a la Universidad Estatal Politécnica de California en San Luis Obispo y completó un programa de maestría de cinco años en ingeniería aeroespacial .
Después de empezar en clases de kickboxing, su novio, ahora marido, la llevó a un gimnasio de Muay Thai .

## Carrera en Muay thai
Todd compitió por primera vez como aficionado en 2009. Ganó la pelea por nocaut técnico pero no volvió a competir hasta 2013.[cita requerida]
En 2017, Todd capturó la medalla de bronce en los Campeonatos Mundiales y Juegos Mundiales de IFMA, y posteriormente ganó un Campeonato Panamericano de IFMA. Más tarde ganó el oro en el Campeonato Panamericano IFMA 2017 a los 51 años. kg.[cita requerida]

### ONE Championship
El 22 de febrero de 2019, Todd se unió a ONE Championship para competir por el título mundial de ONE Peso Átomo de Muay Thai contra Stamp Fairtex . Perdió la pelea por decisión unánime.
Regresa a ONE Championship el 10 de mayo de 2019 compitiendo bajo las reglas de kickboxing, derrotando a Wang Chin Long por TKO en la segunda ronda.
El 12 de julio de 2019, en otra pelea de kickboxing, Todd derrotó a Chuang Kai Ting por decisión de mayoría en ONE Championship: Masters of Destiny.
El 13 de octubre de 2019, luchando bajo las reglas de Muay Thai de ONE, derrota a Ekaterina Vandaryeva por knockout en el segundo round en el evento ONE Championship: Century.

#### Campeona de Peso Átomo de Kickboxing de ONE
Se enfrentó a Stamp Fairtex por segunda vez, luchando por el Campeonato Mundial de Kickboxing de Peso Átomo Femenino ONE, en ONE: King of the Jungle el 28 de febrero de 2020, ganando por decisión dividida.
Todd se enfrentó a la ex retadora al título de Peso Átomo de Muay Thai de ONE Championship, Alma Juniku, en un combate de Muay Thai sin título en juego en ONE: Fists Of Fury 3 el 19 de marzo de 2021. Derrotó a Juniku por decisión unánime, anotando una caída en el segundo asalto.
Todd se enfrentó a Anne Line Hogstad en ONE en TNT 2 el 14 de abril de 2021. Ganó con una patada al cuerpo que derribó a Hogstad en el tercer asalto.
Todd se enfrentó a la recién llegada Lara Fernandez por el campeonato mundial interino de Muay Thai de Peso átomo femenino de ONE Championship en ONE 159 el 22 de julio de 2022. Todd ganó la pelea por decisión unánime.
Todd estaba programada para enfrentar a Allycia Rodrigues en una pelea de unificación del Campeonato Mundial de Muay Thai de Peso atómo femenino de ONE Championship en el evento ONE en Prime Video 5 el 3 de diciembre de 2022. Se retiró de la pelea el 30 de noviembre, luego de dar positivo por COVID-19 . La pareja fue reprogramada para el 25 de marzo de 2023 en ONE Fight Night 8 . Todd perdió la pelea por decisión unánime.

## Campeonatos y logros
Profesional
- ONE Championship
  - Campeonato mundial de ONE Championship de kickboxing de peso atómo femenino (una vez; actual)
  - Campeonato mundial interino de Muay Thai de peso atómo femenino de ONE Championship (una vez; anterior)
  - ONE Super Series Peleadora del año 2021[21]

Aficionado
- Federación Internacional de Asociaciones de Muaythai
  - Campeonato Mundial IFMA 2017 -51 kg [22]
  - Campeonatos Panamericanos IFMA 2017 -51 kg 
  - Campeonatos Panamericanos IFMA 2016
- Juegos Mundiales
  - Juegos Mundiales 2017 Muay Thai -51 kg
- Abierto de Muay Thai de EE. UU.
  - 2017 USMTO Campeón del Torneo de 112 Libras
- Asociación de Boxeo Tailandés-Autoridad Sancionadora
  - 2016 TBA-SA Muay Thai Classic Clase A campeón de 112 libras
- Federación Internacional de Muay Thai Aficionado
  - 2015 IAMTF Aficionado campeón de 115 libras
  - Campeón de peso súper mosca amateur de California de la IAMTF 2014
- Asociación Americana de Muay Thai
  - 2015 MTAA Aficionado campeón de 115 libras
- Asociación Estadounidense de Muay Thai
  - 2013 USMTA Aficionado campeón de 120 libras[23]

## Récord de Muay Thai y Kickboxing
| Récord Profesional de Muay Thai y Kickboxing                                        | Récord Profesional de Muay Thai y Kickboxing | Récord Profesional de Muay Thai y Kickboxing | Récord Profesional de Muay Thai y Kickboxing | Récord Profesional de Muay Thai y Kickboxing | Récord Profesional de Muay Thai y Kickboxing | Récord Profesional de Muay Thai y Kickboxing | Récord Profesional de Muay Thai y Kickboxing |
| ----------------------------------------------------------------------------------- | -------------------------------------------- | -------------------------------------------- | -------------------------------------------- | -------------------------------------------- | -------------------------------------------- | -------------------------------------------- | -------------------------------------------- |
| 39 Victorias (8 (T)KO's), 12 Derrotas.                                              |                                              |                                              |                                              |                                              |                                              |                                              |                                              |
| Fecha                                                                               | Resultado                                    | Oponente                                     | Evento                                       | Localización                                 | Método                                       | Round                                        | Tiempo                                       |
| 2023-03-25                                                                          | Derrota                                      | Allycia Rodrigues                            | ONE Fight Night 8                            | Kallang, Singapur                            | Decisión (unánime)                           | 5                                            | 3:00                                         |
| Perdió el Campeonato de Muay Thai de Peso Átomo Femenino de ONE Championship        |                                              |                                              |                                              |                                              |                                              |                                              |                                              |
| 2022-07-22                                                                          | Victoria                                     | Lara Fernández                               | ONE 159: De Ridder vs. Bigdash               | Kallang, Singapur                            | Decisión (unánime)                           | 5                                            | 3:00                                         |
| Gana el Campeonato Interino Femenino de Muay Thai de Peso Átomo de ONE Championship |                                              |                                              |                                              |                                              |                                              |                                              |                                              |
| 2021-04-14                                                                          | Victoria                                     | Anne Line Hogstad                            | ONE on TNT 2                                 | Kallang, Singapur                            | TKO (patada al cuerpo)                       | 3                                            | 1:36                                         |
| 2021-03-19                                                                          | Victoria                                     | Alma Juniku                                  | ONE Championship: Fists Of Fury 3            | Kallang, Singapur                            | Decisión (unánime)                           | 3                                            | 3:00                                         |
| 2020-02-28                                                                          | Victoria                                     | Stamp Fairtex                                | ONE Championship: King of the Jungle         | Kallang, Singapur                            | Decisión (dividida)                          | 5                                            | 3:00                                         |
| Ganó el Campeonato Mundial de Kickboxing de Peso Átomo de ONE Championship          |                                              |                                              |                                              |                                              |                                              |                                              |                                              |
| 2019-10-13                                                                          | Victoria                                     | Ekaterina Vandaryeva                         | ONE Championship: Century                    | Tokio, Japón                                 | KO (patada a la cabeza)                      | 2                                            | 2:20                                         |
| 2019-07-12                                                                          | Victoria                                     | Kai Ting Chuang                              | ONE Championship: Masters of Destiny         | Kuala Lumpur, Malasia                        | Decisión (mayoritaria)                       | 3                                            | 3:00                                         |
| 2019-05-10                                                                          | Victoria                                     | Wang Chin Long                               | ONE Championship: Warriors of Light          | Bangkok,Tailandia                            | TKO (Regla de las tres caídas)               | 2                                            | 2:59                                         |
| 2019-02-22                                                                          | Derrota                                      | Stamp Fairtex                                | ONE Championship: Call to Greatness          | Kallang, Singapur                            | Decisión (unánime)                           | 5                                            | 3:00                                         |
| Por el Campeonato Mundial de Muay Thai de peso átomo de ONE Championship            |                                              |                                              |                                              |                                              |                                              |                                              |                                              |
| 2018-02-25                                                                          | Derrota                                      | Yumiko Kawano                                | Triumphant 3                                 | Oakland, California                          | Decisión (dividida)                          | 3                                            | 3:00                                         |